# William de Goumois
William de Goumois (* 18. Januar 1865 in Basel; † 10. Oktober 1941 ebenda) war ein Schweizer Marinemaler.

## Leben und Werk
William de Goumois war das einzige Kind des Amateurmalers Friedrich Wilhelm de Goumois (1834–1920) und der Emma, geborene Sauvain (1837–1909).
Goumois wuchs in Basel auf und war ein Schüler von Fritz Schider. 1883 siedelte er zu Studienzwecken nach Paris über. Ende der 1880er-Jahre wandte er sich vermehrt der Marinemalerei zu und hielt sich dafür grösstenteils an Frankreichs Küsten auf. 1892 kehrte er schliesslich nach Basel zurück. 1901 stellte er seine Werke an der achten internationalen Kunstausstellung im Königlichen Glaspalast in München aus.

## Website
- Goumois, William de. In: Sikart (Stand: 2020), abgerufen am 2. November 2021.
- William de Goumois In: WorldCat
- William de Goumois In: Artnet